# Anlagensee
Der Anlagensee ist ein künstlich angelegter See in Tübingen. Er ist das zentrale Objekt der »Städtischen Anlagen« in unmittelbaren Nähe des Hauptbahnhofs.

## Lage

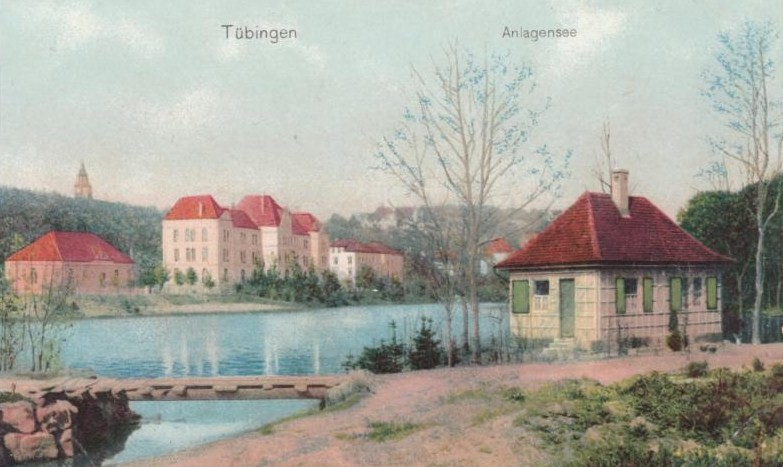
Anlagensee vom Westufer um 1914

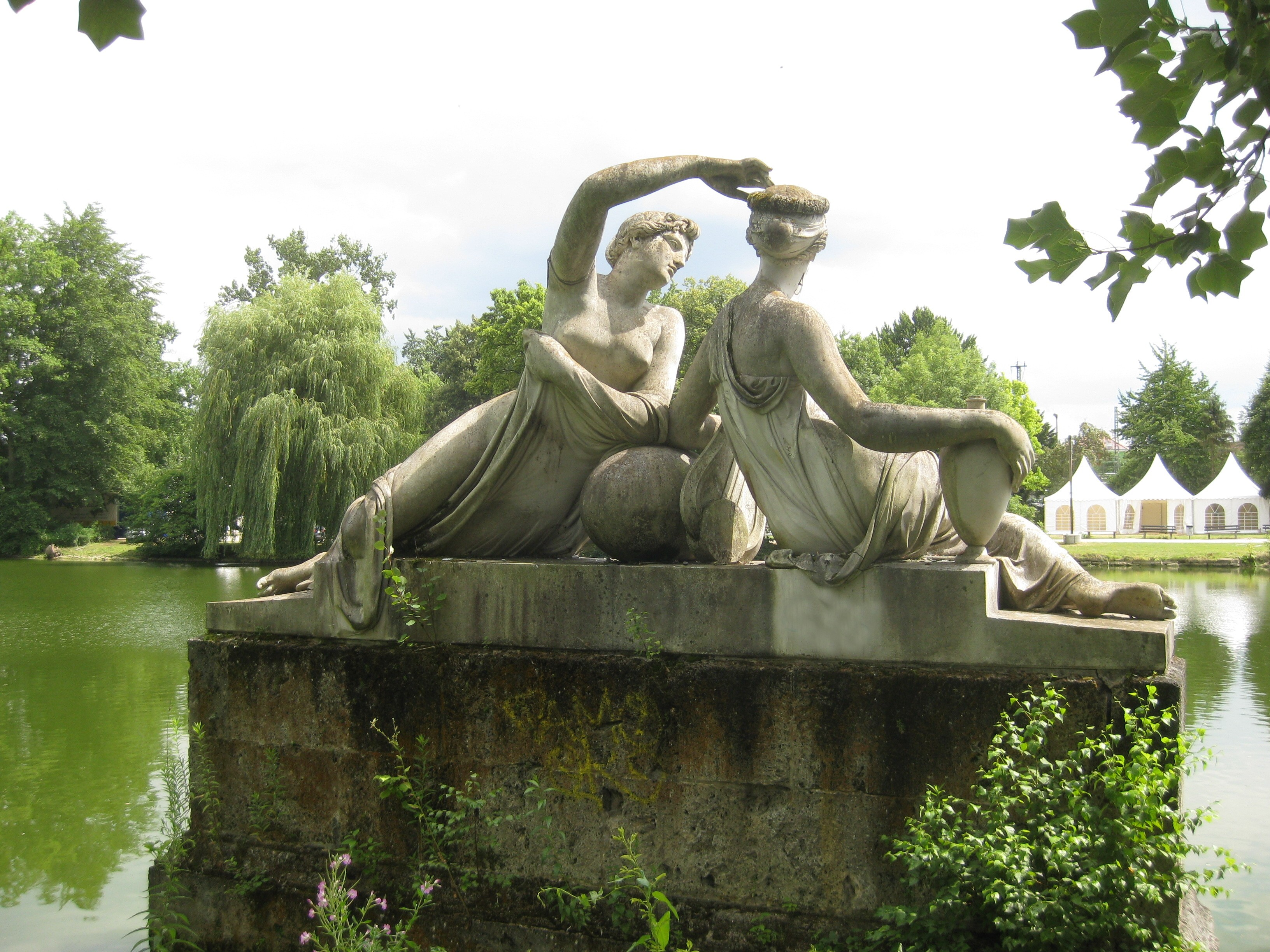
Kopie der Danneckerschen Nymphengruppe

Das rund zwei Hektar große, bis zu drei Meter tiefe, etwa 50 Millionen Liter fassende Gewässer befindet sich in dem Park am Anlagensee südlich des Neckars, das nach Norden hin von der Uhlandstraße und nach Süden hin von der Europastraße begrenzt wird. Der Anlagensee wird an seiner westlichen Seite durch den aus Richtung Derendingen kommenden Mühlbach gespeist und ist im Osten durch einen Abfluss mit dem Neckar verbunden.
Der den See umgebende Park wird hauptsächlich von Spaziergängern genutzt und beinhaltet einen Abenteuerspielplatz. Direkt angrenzend an den Park befinden sich die drei ältesten Tübinger Gymnasien: das Uhland-Gymnasium und das Kepler-Gymnasium an der Uhlandstraße sowie das Wildermuth-Gymnasium an der Derendinger Allee.

## Geschichte
Die Idee für den Bau des Anlagensees wurde 1901 von dem Bürgerverein der Stadt vorgelegt. Im Zusammenhang mit der geplanten Neckarkorrektion wollte man auf diese Weise die unmittelbar nordwestlich des Hauptbahnhofs gelegene Parkanlage bereichern und ferner ihre Bebauung verhindern. Der bisher von den Überschwemmungen geplagte Mittlere Wöhrd (Neckarwiesen) wäre danach zum Bebauen geeignet gewesen. Da der Boden dort sehr schlammig war, zog sich das Graben des Beckens länger als geplant, nämlich von 1906 bis 1908. Als die Grube fertig war, wurden 1908 die Uferböschungen bepflanzt. Man bettete außerdem einige Bäume vom Unteren Wöhrd an den Anlagensee um. Der den See umgebende Park wurde von dem Universitätsgärtner Ernst Schelle 1906 konzipiert und in den folgenden Jahren angelegt. 1926 wurde im See nahe dem nördlichen Ufer die sogenannte Danneckersche Nymphengruppe (eine Kopie der Wasser- und Wiesennymphe des Bildhauers Johann Heinrich Dannecker) aufgestellt.

## Vegetation
Der Anlagensee wird durch den Tübinger Fischereiverein mit Brut besetzt. Als problematisch gilt die schlechte Wasserqualität, welche hauptsächlich auf die sehr starke Bevölkerung durch Wasservögel (Schwäne, Enten) zurückzuführen ist, die von den Parkbesuchern mit Brot gefüttert werden. Auch die Müllbelastung ist hoch. Als Badesee ist der Anlagensee daher nicht geeignet.

## Winter
In kalten Wintern ist die Eisfläche des zugefrorenen Anlagensee beliebt bei Schlittschuhläufern und Spaziergängern, obwohl das Betreten amtlich als lebensgefährlich verboten ist.

### Wintern des Sees

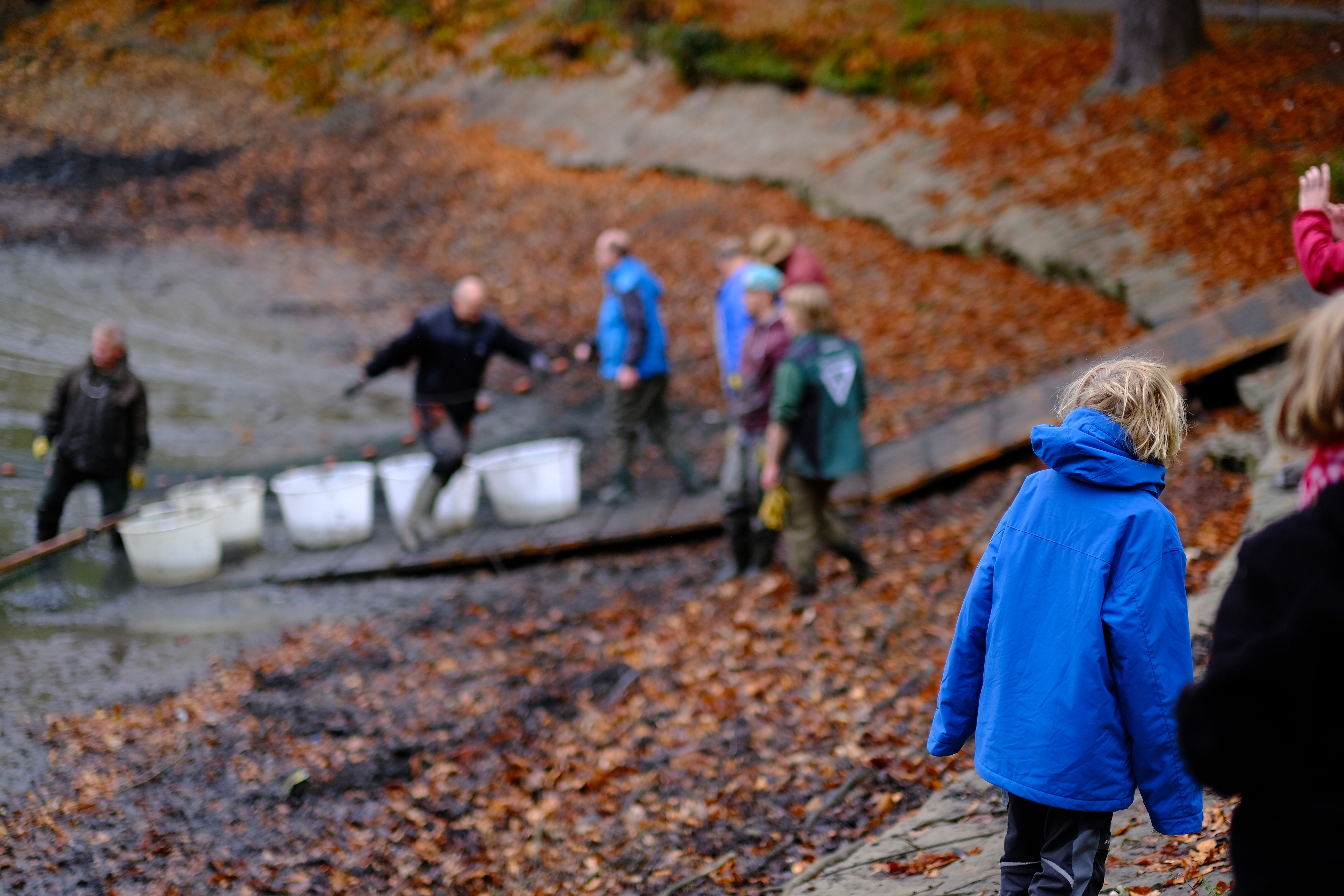
Der See mit abgesenktem Wasserpegel

In manchen Wintern wird das Wasser des Anlagensees abgelassen. Hierzu wird der Wasserpegel zunächst auf einen sehr niedrigen Wert abgesenkt, anschließend die Fische vom Kreisfischereiverein gefischt und in anderen Gewässern ausgesetzt. Anschließend wird das restliche Wasser abgelassen.
Grund für das Ablassen des Wassers ist, dass so der Boden die Möglichkeit zum Sauerstoffkontakt bekommt, zerfällt und die Schlammschicht dadurch erheblich verringert wird.

## Park

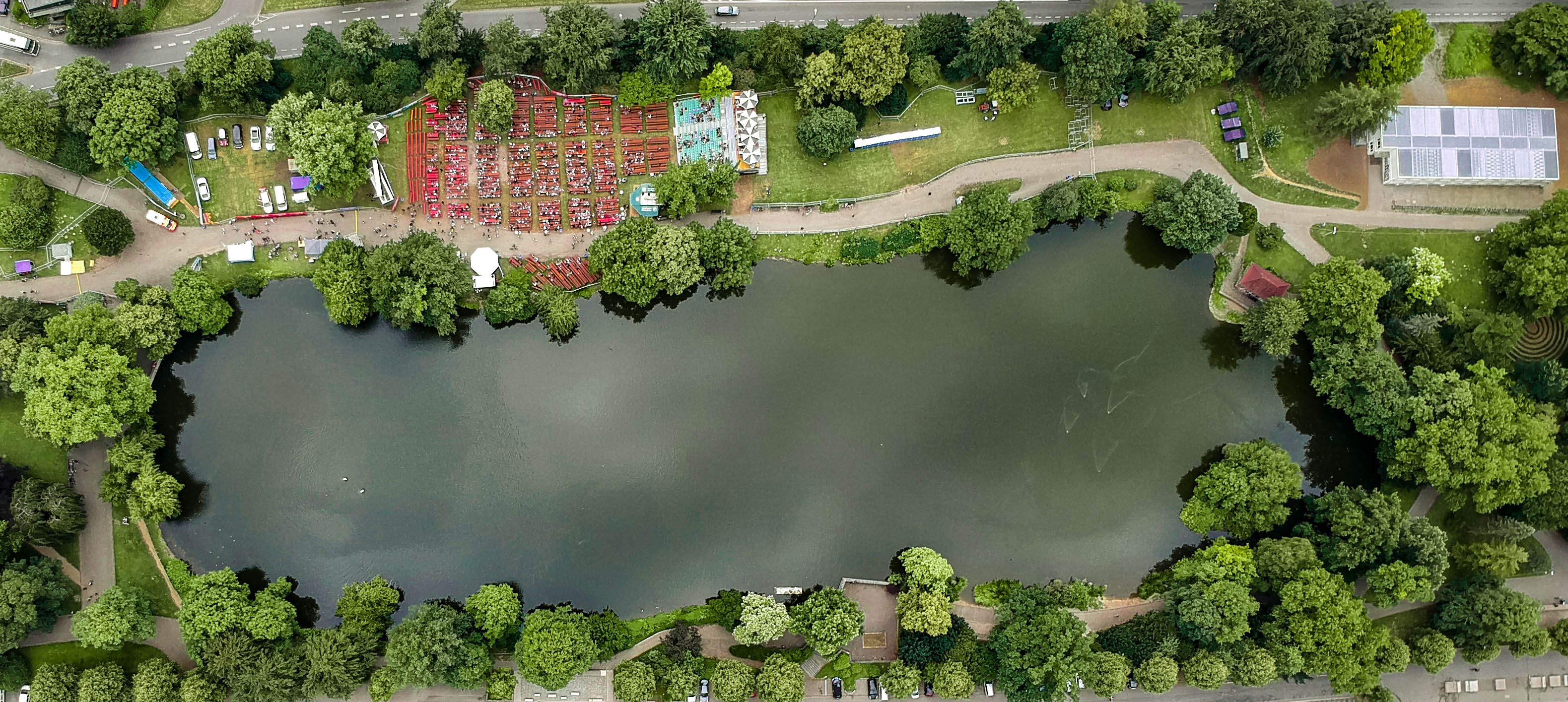
Anlagensee, senkrecht von oben

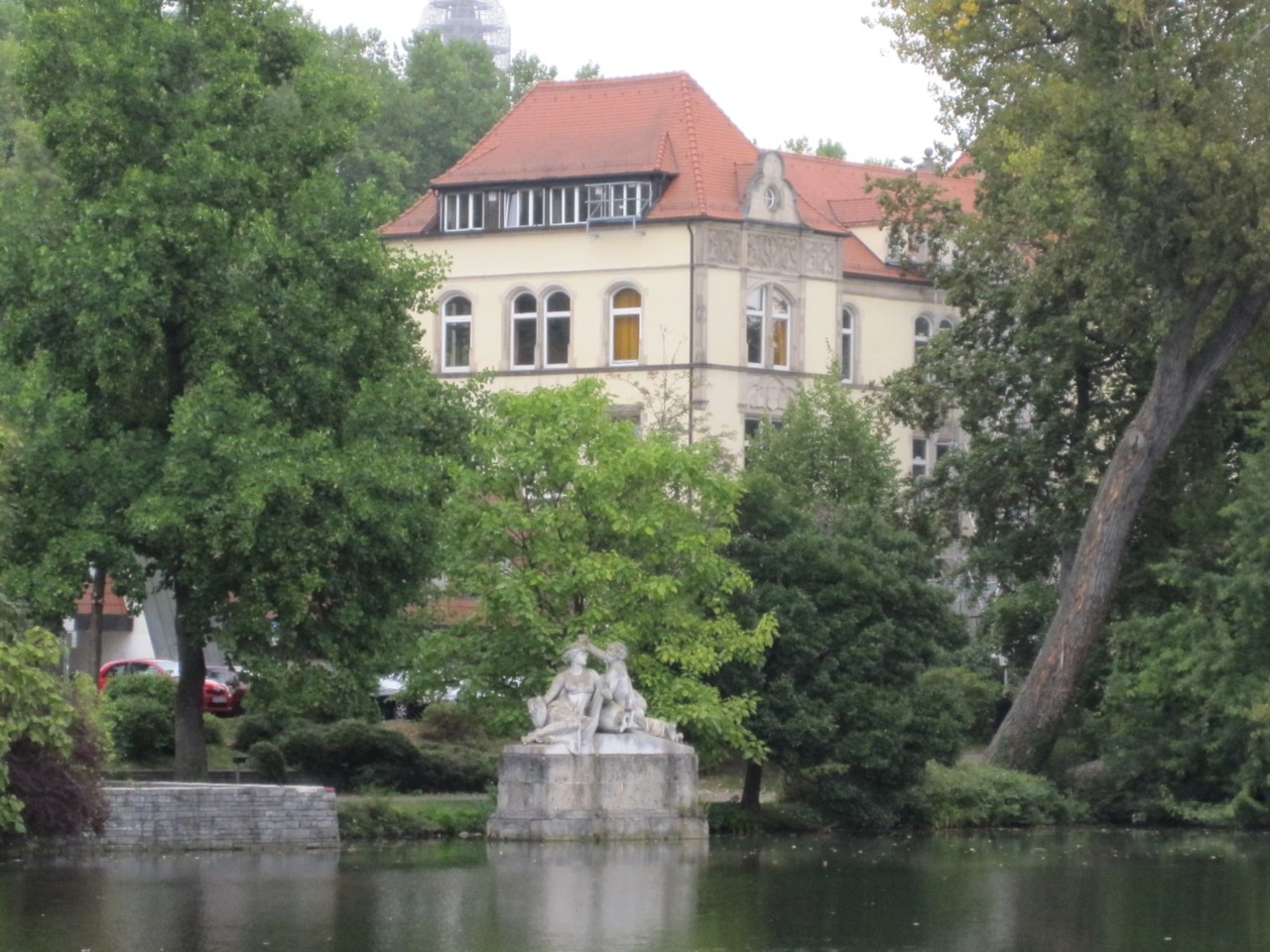
Nordufer mit Nymphengruppe, im Hintergrund das Uhland-Gymnasium

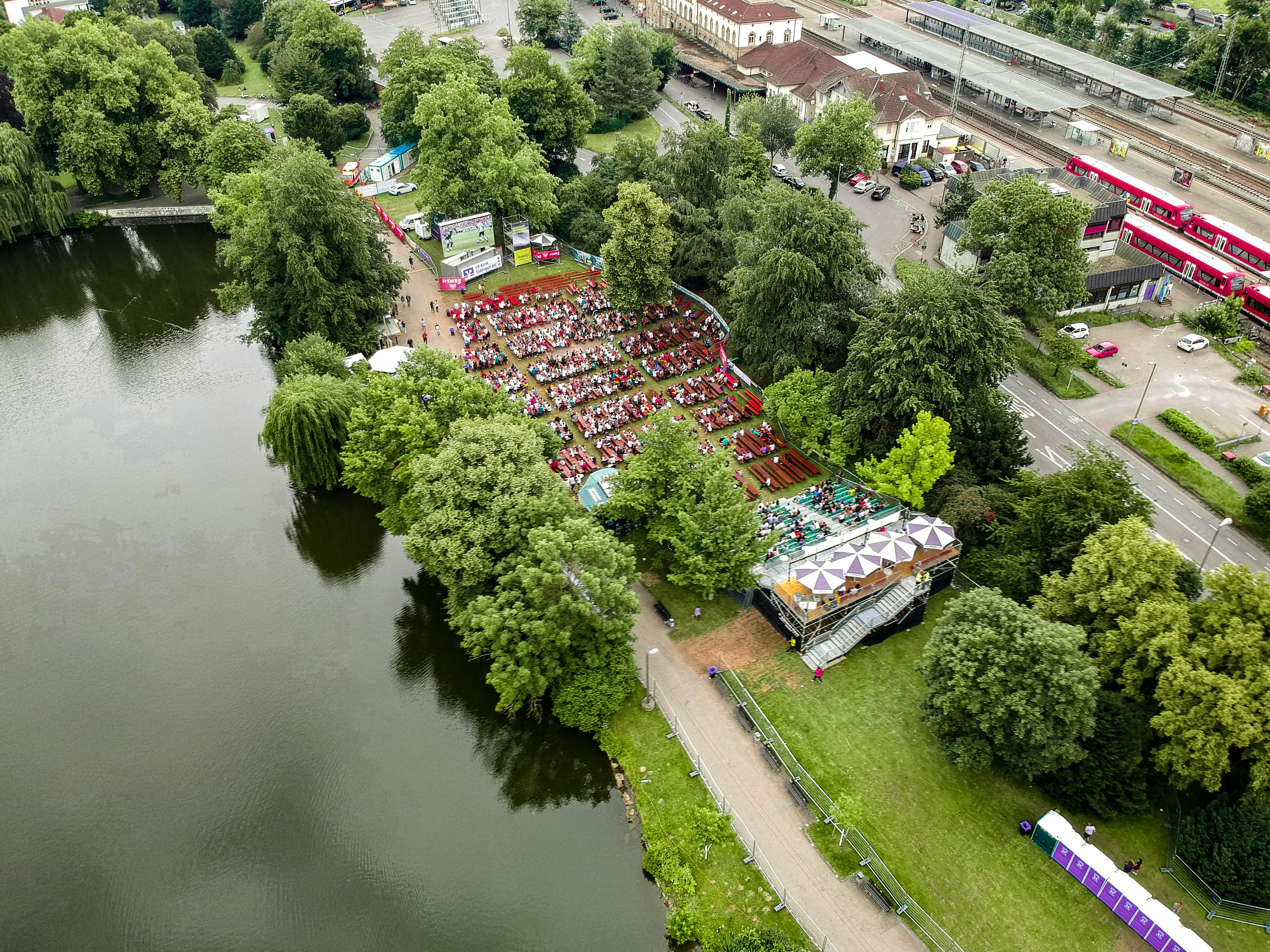
Luftbild des WM-Parks 2018

Unter anderem wegen seiner nicht unmittelbar an Wohngebiete angrenzenden Lage wird der Park am Anlagensee häufig für Festivals, Konzerte und andere Veranstaltungen genutzt. Besonders bekannt ist der WM-Park, eine Public-Viewing-Veranstaltung, bei der 2006, 2010 und 2014 die Spiele der Fußball-Weltmeisterschaft auf Großbildleinwänden übertragen wurden. Auch 2018 wurden hier die Spiele der deutschen Mannschaft gezeigt.